# Панчхан
Панчхан (банчхан, панчан, банчан), кор. 반찬, трансліт. 반찬 — загальна назва різних закусок і салатів в Кореї, які подаються як акомпанемент до основної страви і рису, в невеликих дрібних тарілках.

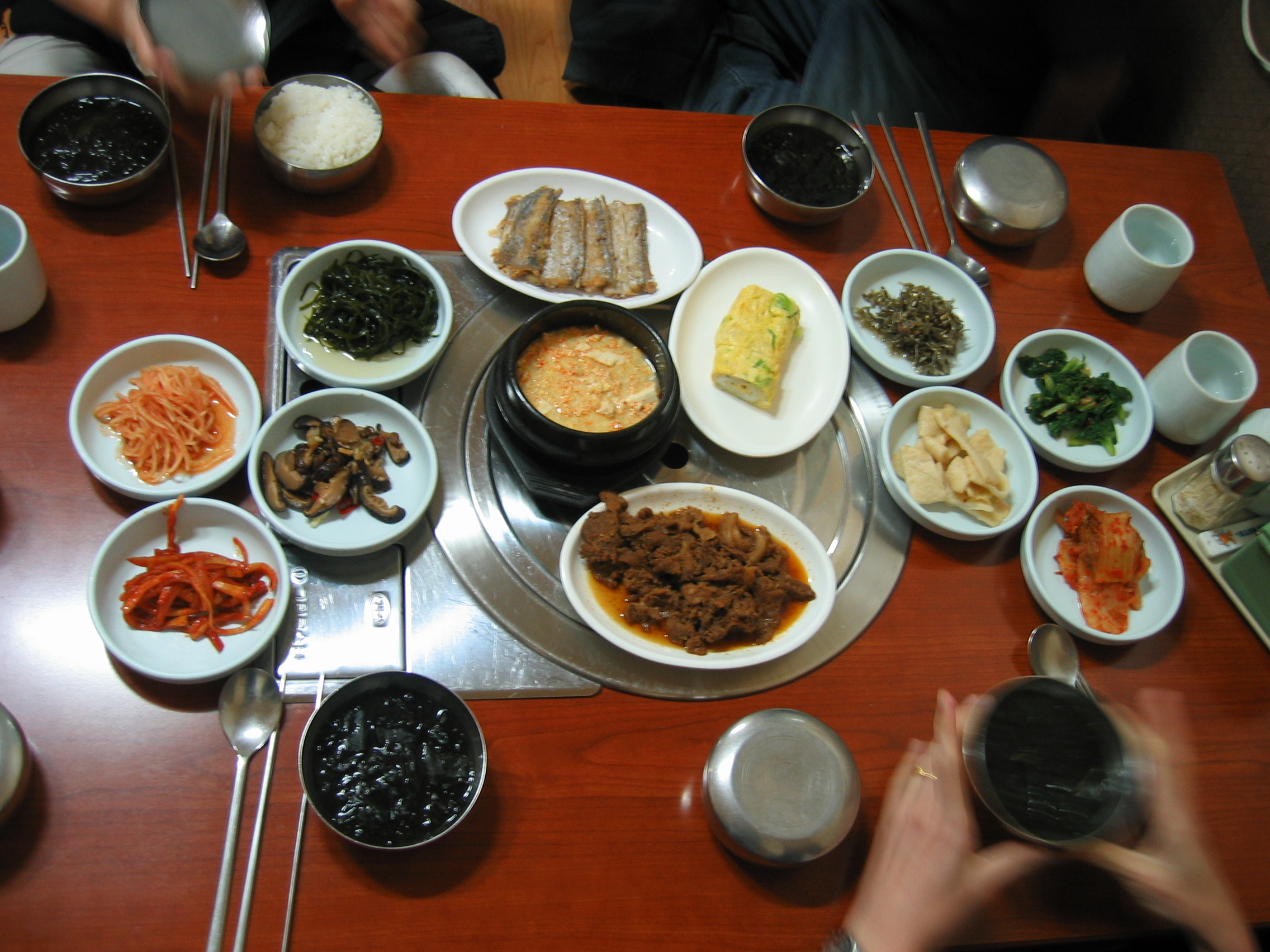

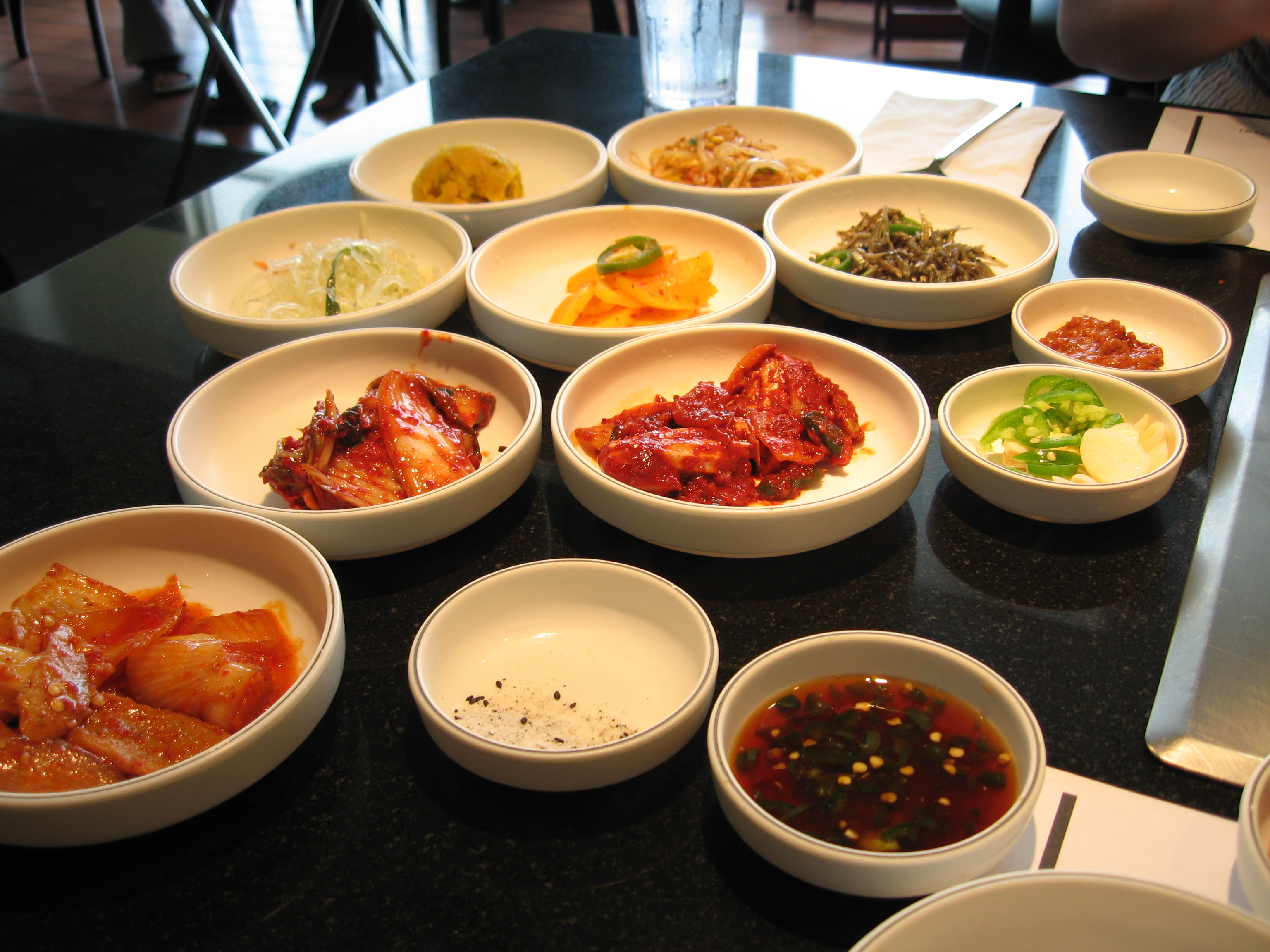

Слово використовується як в однині (позначення одного виду закуски), так і в множині. Один з найвідоміших корейських панчханів — кімчі.
Панчхан сервірують уздовж всього столу, по центру, щоб кожен міг вільно дотягнутися до страви, оскільки всі панчхани прийнято їсти спільно, також як і основну страву (кальбі, пулькогі тощо), в той час, як супи і рис подаються індивідуально кожному. Панчхан подається невеликими порціями, але постійно поповнюється під час застілля. Кількість панчханів залежить від події, чим важливіше подія, тим більше закусок. Кількість і асортимент закусок також залежить від провінції. Наприклад, провінція Чолладо відома тим, що подає велику і різноманітну кількість панчханів до кожної основної страви.

## Види панчхана

### Кімчі
Кімчі  (кор. 김치) — це квашені овочі, заправлені гострим червоним перцем. Квашена пекінська капуста (кор. 배추, печху) — стандартний вид панчхана в Кореї, який подається до кожного застілля. Деякі корейці вважають стіл неповним в разі відсутності цього виду панчхану. Кімчі також може бути зроблений з інших овочів, наприклад, із зеленої цибулі (кор. 파 (пха)), дайкону (кор. 무 (му)), або гірчиці (кор. 갓 (гат)).
| корейська назва | кирилізація   | романізація   | опис |
| --------------- | ------------- | ------------- | --- |
| 나박김치        | Набак кімчі   | Nabak kimchi  | квашена пекінська капуста і дайкон в міцному, не зовсім гострому розсолі, рожевого кольору. |
| 동치미          | Тонкімчі      | Dongchimi     | різні овочі в прозорому розсолі. Набак кімчі і донгчхімі також мають загальну назву муль кімчі (кор. 물 김치) — «закуска в розсолі» |
| 겉절이          | Котджорі      | Geotjeori     | різновид кімчі, без попереднього засолу для збереження хрусткості овоча. Найчастіше зустрічається варіант з пекінської капусти. |
| 깍두기          | Кактугі       | Ggakdugi      | закуска з квашеного дайкону, нарізаного кубиками і заправленого гострим червоним перцем |
| 오이 소박이     | О-и собаги    | Oi sobagi     | огірки, начинені зеленою цибулею і приправлені гострим червоним перцем. |
| 총각김치        | Чхонгак кімчі | Chonggak      | дайкон, квашений цілком з використанням гострого червоного перцю. При подачі на стіл дайкон розрізають уздовж на скибочки |
| 열무김치        | Єольму кімчі  | Yeolmu kimchi | тонкі і невеликі скибочки молодого дайкону, заквашені за допомогою або без рибного соусу (кор. 젓갈 чоткаль) |
| 파김치          | Пха кімчі     | Pa kimchi     | гостре кімчі з зеленої цибулі, приправлене великою кількістю соусу з солоних анчоусів. (Кор. 멸치젓 (мельчхіджот), англ. myeolchijeot) |
| 갓김치          | Кат кімчі     | Gat kimchi    | кімчі з листя індійської гірчиці з великою кількістю гострого червоного перцю, з терпким смаком і запахом. Застосування міцно видержаного соусу мельчхіджот і клейкої пасти на основі рису зменшує кількість гіркоти й терпкості самого листя. |

### Намуль
Намуль  (кор. 나물) — бланшовані, мариновані або злегка обсмажені овочі, заправлені кунжутовою олією, оцтом, давленим (або дрібно порубаним) часником. Часто з використанням гострого червоного перцю і соєвого соусу.
| корейська назва | кирилізація      | романізація        | опис |
| --------------- | ---------------- | ------------------ | --- |
| 콩나물          | Кхоннамуль       | Kongnamul          | бланшовані соєві паростки (2-3 хвилини), заправлені кунжутовою олією. |
| 시금치나물      | Сігимчхі намуль  | Sigeumchi namul    | бланшований шпинат, заправлений кунжутовою олією, часником та соєвим соусом |
| 미역무침        | Мійок мучхфм     | Miyeok muchim      | нарізане смужками листя морської капусти (ламінарія), заправлені оцтом (солодким). |
| 무생채/무채     | Мусенчхе мучхе   | Musaengchae/Muchae | дрібно нашаткований дайкон в кислуватому соусі, іноді заправлений меленим гострим червоним перцем. |
| 고사리나물      | Косарі намуль    | Gosari namul       | засолені молоді паростки папороті (кор. 고사리). Перед приготуванням, папороть бланшуєтся (іноді замочується у воді, якщо вони були засушені про запас), після чого обсмажується з яловичиною, заправляється давленим часником, кунжутовою олією, соєвим соусом тощо.                                                                         |
| 취나물          | Чхві намуль      | Chwinamul          | бланшовані листя рослини сімейства айстрових (англ. Aster scaber), вимочені, а потім віджаті від води заправляються соєвим соусом, насінням кунжуту, пастою з гострого перцю і кунжутовою олією. Листя також заготовляють про запас (сушать), тому існує варіант закуски з попередньо засушених листків, які просто більше витримують у воді. |
| 비름나물        | Пірим намуль     | Bireum namul       | бланшовані листя рослини сімейства Амарантові c наступною заправкою різними приправами. |
| 냉이나물        | Нэнги намуль     | Naengi namul       | бланшовані листя грициків з приправами |
| 돌나물          | Толь намуль      | Dollamul           | листя седума з гострим перцем |
| 고구마순나물    | Когумасун намуль | Gogumasun namul    | відварені і заправлені паростки батата. |
| 가지나물        | Каджі намуль     | Gaji namul         | відварений баклажан, нарізаний скибочками і заправлений соєвим соусом, часником, кунжутовою олією |
| 도라지나물      | Тораджі намуль   | Doraji namul       | нарізане коріння, заправлене перцем, оцтом, насінням кунжуту і кунжутовою олією. Існує варіант з попередньою тепловою обробкою: салат заправляється, після легкого обсмажування на кунжутовій олії |
| 숙주나물        | Сукджу намуль    | Sukju Namul        | бланшовані паростки маша, заправляються кунжуовною олією, соєвим соусом, часником та перцем |
| 호박나물        | Хобак намуль     | Hobak namul        | кабачки, нарізані кружальцями або візочками, в клярі. Існує також варіанти: кабачки тушкують або готують з яловичиною, соєвим соусом, солоними креветками, часником тощо |

### Покким
Покким  (кор. 볶음) — закуски з соусом, що припускають легке обсмаження.
- Оджиночхе-покким (кор. 오징어 채 볶) закуска з обсмаженої сушеної стружки кальмара, заправленого сумішшю з кочхуджана (кор. 고추장) — гострої пасти з червоного перцю, часнику та особливої приправи у вигляді сиропу мульйот. Його подають і як  анджу  (кор. 안주), у вигляді закуски до випивки, і як панчхан.
- Чеюк-покким (кор. 제육 볶음) — смажена свинина в соусі, з пастою кочхуджан, цибулею.
- Кімчі-покким (кор. 김치 볶음) — смажене кімчі. Існує варіант обсмаження кімчі разом зі свининою.

### Чорим
Чорим  (кор. 조림) — страви, приготовані шляхом тривалого виварювання в бульйоні зі спеціями на повільному вогні.
- Тубу-джорим (кор. 두부 조림) — соєвий сир тубу, приготований на повільному вогні в розрідженому соєвому соусі, з кунжутовою олією, давленим часником, дрібно порубаною зеленою цибулею.
- Чан-чорим, (кор. 장조림) — яловичина, виварена в соєвому соусі, з додаванням різних спецій, іноді подається з яйцями, звареними вкруту. Яловичина подається у вигляді дрібної стружки.

### Ччим (Чим)
Ччим  (кор. 찜) закуска, тушкована в горщиках, до повного випаровування води.
- 'Керан-ччим'  (кор. 계란 찜) — яйця, збиті і тушковані в горщику, існує варіант з рибною ікрою. По суті є товстим омлетом)
- 'Кальбі-ччим'  (кор.갈비찜) — замариновані в соєвому соусі яловичі ребра, тушковані в керамічному горщику з різними овочами (картоплею, морквою, цибулею). Існують інші варіанти цієї закуски, назва яких варіюються в залежності від головного продукту: баклажан, курка, риба. Крім того, існують різні варіанти з морепродуктів.

### Чон
Чон  (кор. 전) — варіант корейських млинців. Позначає різноманітні вироби з борошна, що готуються на пательні, по товщині або як звичайні млинці, або наближені до оладок c додаванням різних овочів. Також використовується слово пуджимке (кор. 부침개, англ. Buchimgae), яке є синонімом слова чон. В Японії пуджимке називаються тідзимі, яп. チ ヂ ミ).
- Самсек-чон (кор. 삼색 전) — термін, що позначає страву з трьома різними видами корейських млинців, «млинцеве асорті».
- Пхаджон (кор. 파전) — млинці з зеленою цибулею. Існує варіант з яйцями.
- Кімчі-чон ( кор.김치전) — млинці з борошна і кімчі тривалої витримки.
- Камджа-чон (кор. 감자전) — корейський тип картопляних дерунів (potato pancakes)
- Сен сонджон (кор. 생선전) — невеликі шматочки смаженої риби, в клярі з суміші борошна і яєчної бовтанки.
- Тон гиран ттен (кор. 동그랑땡) — коржик, зроблений з соєвого сиру, м'яса, овочів та підсмажений в яєчній бовтанці.

### Інші
- Чапчхе (кор. 잡채) — подається у вигляді панчхана або як окрема страва. Чапчхе — страва з прозорої крохмальної локшини, з додаванням різних овочів, яловичини, часнику та соєвого соусу. Серед корьо-сарам відоме під назвою «фунчоза» або «мьонтучхе» (мьон, кор. 면, 麵 — локшина, чхе, кор. 채, 菜 — «овочі»), в Середній Азії страву часто називають «пентуза» (серед узбеків і таджиків).
- Камджа селлоди (кор. 감자 샐러드) — картопляне пюре з батату з додаванням шматочків яблука, моркви, іноді салат доповнюють консервованою кукурудзою.

### Особливі випадки

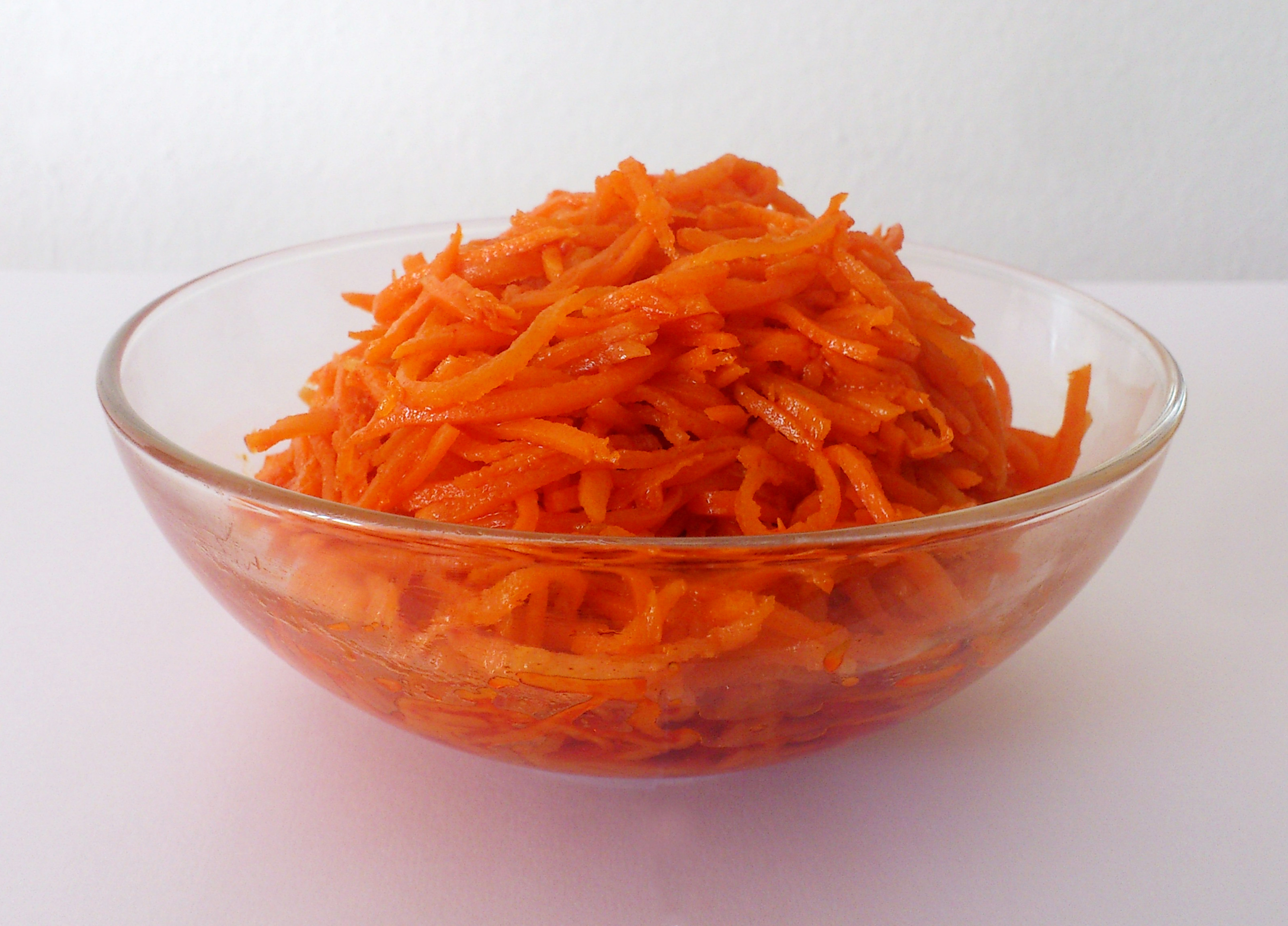
Морква по-корейськи

Терміни, що використовуються корьо-сарам (радянськими корейцями) для позначення їжі, яка дуже відрізняються від сеульских, але найменування самих основних елементів корейської їжі майже однакові. 
Однак існують значні розбіжності в застосування термінів на практиці:
1) Серед корьо-сарам, закуски до рису або те, що в Кореї називається панчханом, називаються хяемі або хяемсяе (хям-се). Панчханом називають квашений редис з рибою, заправлений перцем. Іноді редис замінюють на капусту, або квасять тільки редис, без риби (аналогічний метод квашення редьки існує і в Південній Кореї см. «Ккактугі»).
2) Панчхан з квашеного редису, без риби, в Південній Кореї носить найменування ккактугі (кор. 깍두기). У той же час те, що в Південній Кореї називається «ккактугі», в промові корьо-сарам називається «чвекукччхі».
3) Корьо-сарам називають овочеві салати або закуски — «чхяе» (чхе, ча), в Південній Кореї їх називають «намуль». Одним з найбільш популярних салатів корьо-сарам, —  «морква-чхяе»  (чхе) — салат з моркви. Салат є результатом інновації корьо-сарам: вдалою спробою освоєння нових, невідомих їм раніше продуктів..
Слово «чхяе» (Чхе, ча) походить від корейського «채» (Чхе), Ханча 菜, дослівно «овочі». У самій Південній Кореї закуски у вигляді намуль (나물) також називаються чхе до додавання різних приправ.
Тому, майже всі овочеві корейські салати у корьо-сарам називаються з закінченням на «чхе», тобто морква-чхе або морква-ча, вказує на головну складову частину салату. Приклад: морква-чхе, каді-чха (кор. 가지 (каджі) — баклажан), камджа-ча (кор. 감자 (камджа) — картопля).
4) Крім того, корьо-сарам використовують іншу назву для кімчі з пекінської капусти, хоча широко вживають його в їжу.
Серед радянських корейців загальновживаний термін «чімчі»/«чімчхі» (літера «ч» («ㅊ») в останньому складі читається з невеликим придихом, але не настільки виражено, щоб явно розчути «х»).